# Bo Kimble
Gregory Kevin « Bo » Kimble, né le 9 avril 1966 à Philadelphie en Pennsylvanie, est un joueur américain de basket-ball. Il évolue au poste d'arrière.